# 会议中心站 (巴尔的摩)
會議中心站（英語：Convention Center station）是巴爾的摩輕軌的車站之一，三條路線的班車皆有停靠。本站原先名為普雷特街站（Pratt Street），因靠近巴爾的摩會議中心，而改名為會議中心站。本站距離金鶯公園入口以及康登車場的運動歷史博物館（Sports Legends Museum at Camden Yards）也並不遠，球迷也可利用此站抵達體育場。

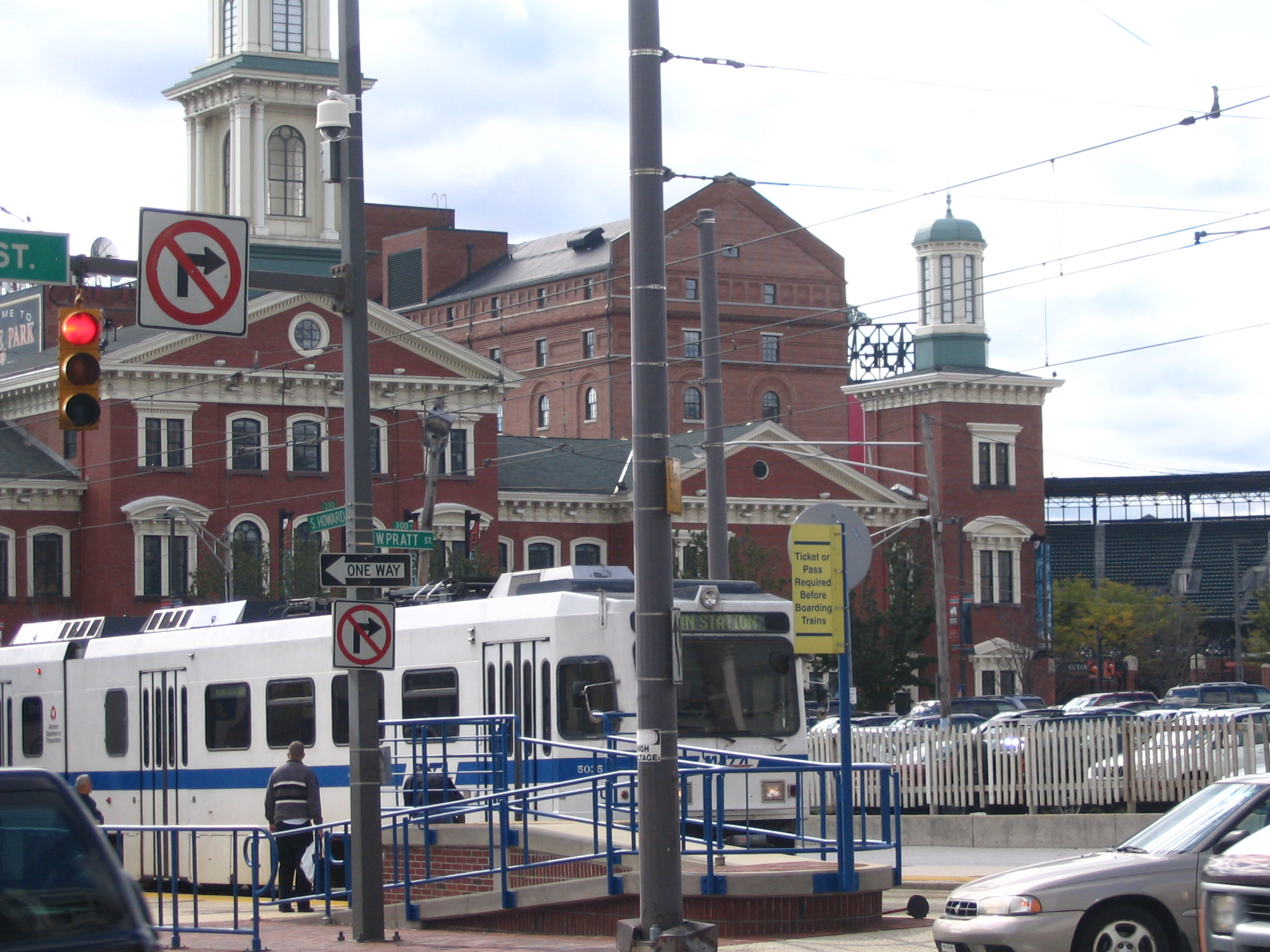
舊稱普雷特街站，鄰近康登車場

本站無停車場。可轉乘多條路線的公車。

## 外部連結
- Station from Pratt Street from Google Maps Street View